# Ukraine Art Aid Center

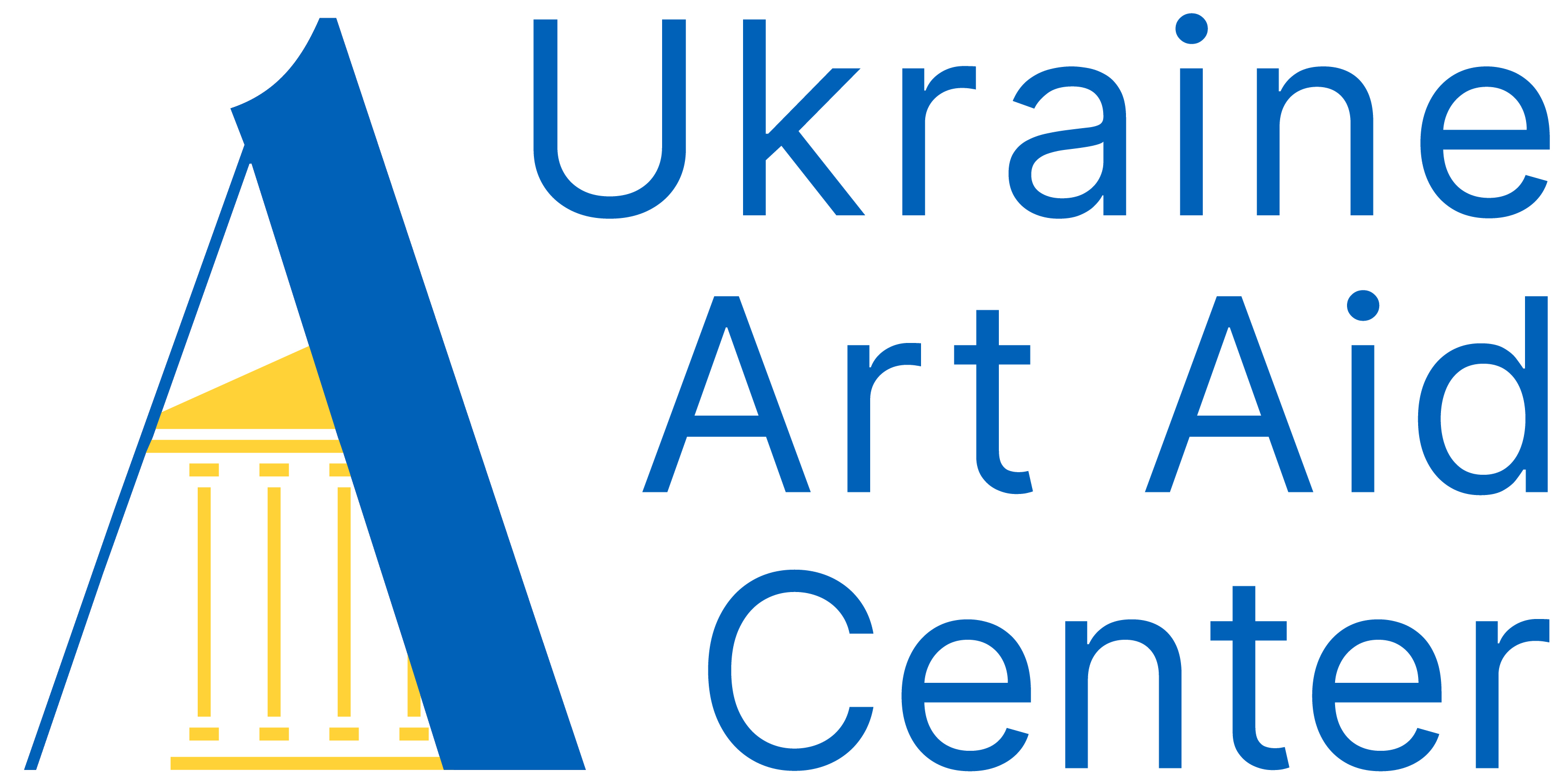
Logo

Das Ukraine Art Aid Center (UAAC) (deutsch: Netzwerk Kulturgutschutz Ukraine) ist ein deutscher Verein, der sich dem Schutz und Erhalt des ukrainischen Kulturerbes widmet. Er unterstützt Institutionen bei der Sicherung ihrer Sammlungen und Gebäude durch die Bereitstellung von Materialien und Ausrüstung. Das UAAC wurde im März 2022 als Reaktion auf die russische Invasion gegründet und ist seit März 2025 als gemeinnütziger Verein eingetragen.

## Ziele und Aufgaben
Das UAAC konzentriert sich auf:
- Notfallhilfe: Bereitstellung von dringend benötigten Materialien und Ausrüstungen für Museen[1][2], Bibliotheken[3] und Archive[4] zum Schutz ihrer Sammlungen und Gebäude.
- Restaurierungsmaßnahmen: Unterstützung bei der Konservierung und Stabilisierung beschädigter Kulturgüter durch Projektfinanzierung in der Ukraine[5].
- Digitale Erhaltung: Förderung von Digitalisierungsprojekten für Sammlungen, Archive[6], Denkmäler und Kulturerbestätten.

## Gründung, Struktur und Arbeitsweise des UAAC
Das UAAC entstand als Netzwerk von Kulturschaffenden und Institutionen aus Deutschland, der Schweiz, Österreich und der Ukraine, die sich im Frühjahr 2022 zusammenschlossen, um ukrainische Kultureinrichtungen während der russischen Invasion zu unterstützen. Anfangs lag der Schwerpunkt auf der Lieferung dringend benötigter Materialien wie Verpackungsmaterial, Transportkisten und Brandschutzausrüstung, die von Museen, Galerien und Unternehmen gespendet wurden. 
Dank großzügigen Förderungen, insbesondere durch die Beauftragte der Bundesregierung für Kultur und Medien (BKM) im Jahr 2022 und durch das Auswärtige Amt seit 2023, schickt das UAAC schnelle Hilfslieferungen zu seinen Logistikzentren in Kyjiw und Lwiw, von wo aus diese in der Ukraine verteilt werden. Außerdem fördert das UAAC gezielt Projekte vor Ort (Digitalisierung, Notsicherung, Ertüchtigung von Lagerstätten etc.). Zu den Förderern des UAAC gehören auch private Stiftungen, etwa die Ernst-von-Siemens Kunststiftung, die mit einer Förderung im März 2022 zum raschen Erfolg des UAAC beigetragen hat.
Seit dem Frühjahr 2022 führt die UAAC außerdem regelmäßig bilinguale Online-Treffen mit ukrainischen Kollegen durch, um:
- Aktuelle Entwicklungen in der Ukraine zu besprechen.
- Den Bedarf ukrainischer Institutionen zu ermitteln.
- Ein wachsendes Netzwerk vertrauensvoller Zusammenarbeit zu fördern.

## Erste Partnerorganisationen des UAAC
- Bundesinstitut für Kultur und Geschichte des östlichen Europa (BKGE), Oldenburg[11].
- Deutsch-Ukrainische Gesellschaft für Wirtschaft und Wissenschaft e.V., Mainz[12].
- ICOM Deutschland, ICOM Schweiz und ICOM Österreich[13].

## Bildung des der Steuerungsgruppe und der Koordinationsstelle
Das UAAC wurde zunächst durch ein vierköpfige Steuerungsgruppe mit Fachleuten aus Universitäten, dem Kunsthandel und dem Privatsektor, geleitet. Im April 2022 wurde eine Koordinationsstelle eingerichtet, die im ersten Jahr von Olena Balun geleitet wurde. Im März 2023 trat sie dann der Steuerungsgruppe des UAAC bei. Seit Dezember 2024 wird das UAAC von einem ehrenamtlichen Vorstand geleitet.
Das Ukraine Art Aid Center wurde am 12. Dezember 2024 als Verein gegründet. In den Vorstand wurden gewählt: Khrystyna Ahner (Schatzmeisterin), Lukas Augustin, Kilian Heck (stellv. Vorsitzender), Klaus Hillmann, Matthias Müller, Dr. Johannes Nathan (Vorsitzender) und Mariya Tomka.

## Tätigkeiten und Auswirkungen

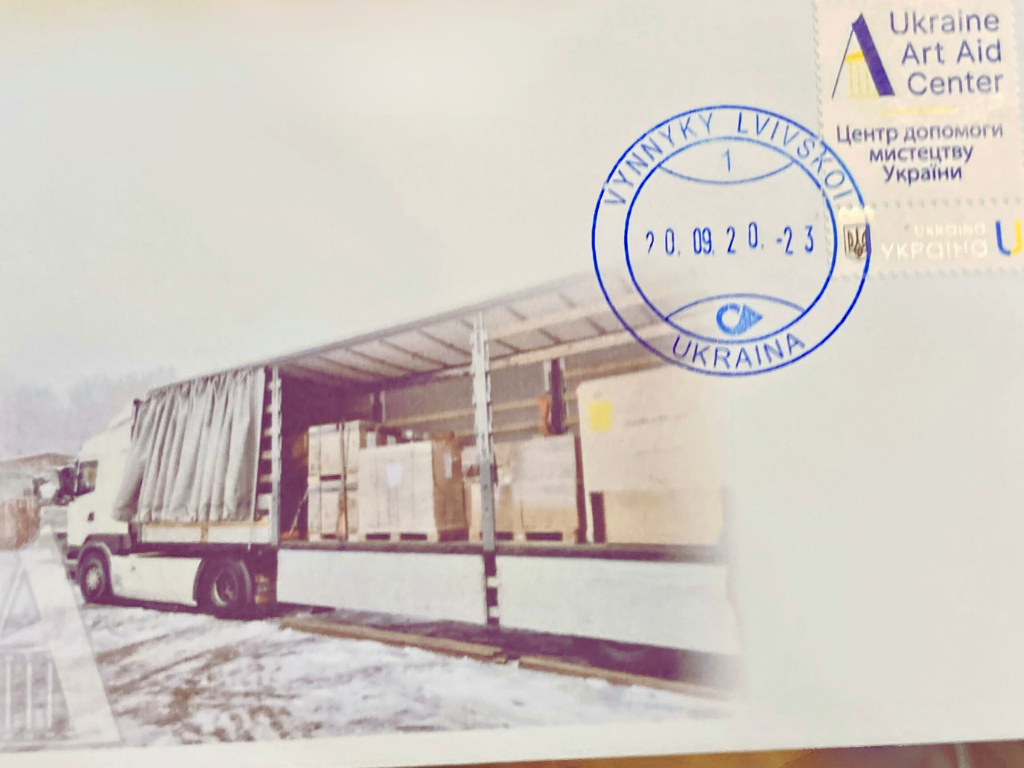
Die UAAC-Sonderbriefmarke von Ukrposhta

Zwischen März 2022 und Dezember 2024 verschickte das UAAC über 100 Transporte mit insgesamt rund 570 Tonnen Materialien und Ausrüstung und finanzierte zahlreiche Projekte in der Ukraine und Deutschland. Als die russische Armee ab Oktober 2022 verstärkt Infrastrukturen angriff, erweiterte das UAAC seine Arbeit um:
- Notfallmaßnahmen für beschädigte Kulturgüter.
- Verbesserung von Lagerstätten.
- Digitalisierungsprojekte

Das UAAC präsentierte seine Aktivitäten bei verschiedenen Veranstaltungen, darunter:
- Ukraine Recovery Conference (URC) 2024, Berlin (11.–12. Juni 2024)[18]
- Internationale Konferenz „Towards the Recovery of the Culture Sector of Ukraine“[19], Vilnius (6.–7. Juni 2024)
- „Kulturgutschutz im Krieg – Solidarität für die kulturelle Identität der Ukraine“[20], Berlin (23. November 2023)
- Internationales Symposium „Humanity and Humanities“, Universität Wien[21] (8. Mai 2023)

Im September 2023 wurde das UAAC für seine Arbeit mit einer Sonderbriefmarke der ukrainischen Post Ukrposhta ausgezeichnet.